# Нелаш (район)
Нелаш (порт. Nelas) — район (фрегезия) в Португалии, входит в округ Визеу. Является составной частью муниципалитета Нелаш. Находится в составе крупной городской агломерации Большое Визеу. По старому административному делению входил в провинцию Бейра-Алта. Входит в экономико-статистический субрегион Дан-Лафойнш, который входит в Центральный регион. Население составляет 4073 человека на 2001 год. Занимает площадь 21,47 км².